# Liste der Monuments historiques in Vernonvilliers
Die Liste der Monuments historiques in Vernonvilliers führt die Monuments historiques in der französischen Gemeinde Vernonvilliers auf.

## Liste der Objekte
| Bezeichnung | Beschreibung               | Standort                        | Kennzeichnung | Schutzstatus | Datum | Bild |
| ----------- | -------------------------- | ------------------------------- | ------------- | ------------ | ----- | ---- |
| Grabstein   | Kalkstein, bezeichnet 1573 | in der Kirche St-Vincent (Lage) | PM10002794    | Classé       | 1913  |      |